# Куртамышский район
Куртамы́шский район — административно-территориальная единица (район) в Курганской области России. В рамках организации местного самоуправления функционирует муниципальное образование Куртамышский муниципальный округ (с 2005 до 2021 гг. — муниципальный район).
Административный центр — город Куртамыш.

## География
Район расположен в южной части Курганской области и граничит с Костанайской областью Республики Казахстан, а также с Целинным, Альменевским, Мишкинским, Юргамышским, Кетовским, Притобольным, Звериноголовским районами области.

## История

### 1923—1963 годы
На основании постановлений ВЦИК от 3 ноября и 12 ноября 1923 года в составе Курганского округа Уральской области образован Куртамышский район с центром в городе Куртамыше из Гагаринской, Закомалдиской, Куртамышской и части Каминской волостей Челябинского уезда Челябинской губернии. В состав района вошло 12 сельсоветов: Гагаринский, Закомалдинский, Закоулоский, Константиновский, Куртамышский, Нижневский, Обанинский, Таволжанский, Растотурский, Хмеелвский, Язевский, Ярковский.
В конце 1923 — начале 1924 года (до 2 июня 1924 года) образован Курмышевский сельсовет; Константиновский сельсовет переименован в Ольховский сельсовет; Масловский сельсовет перечислен из Юргамышского района.
Постановлением ВЦИК и СНК РСФСР от 15 сентября 1924 года город Куртамыш обращён в сельскую местность.
Постановлением Президиума Уралоблисполкома от 31 декабря 1925 года образованы Норилинский и Переваловский сельсоветы.
Постановлением Президиума Уралоблисполкома от 15 сентяьря 1926 года Костылевский сельсовет перечислен из Долговского района.
Постановлением Президиума Уралоблисполкома от 28 июля 1926 года образован Кондаковский сельсовет.
Постановлением ВЦИК от 20 апреля 1930 года Белоноговский, Долговский, Жуковский, Косулинский, Кузьминовский, Пепелинский, Рыбновский и Чистовский сельсоветы перечислены из упразднённого Долговского района.
Постановлением ВЦИК от 1 января 1932 года Глядянский, Межборский, Раскатихинский и Чернавский сельсоветы перечислены из упразднённого Глядянского района. Камышевский, Ключевской, Колесовский, Лебяжьевский, Сосновский и Степановский сельсоветы перечислены из Курганского района.
Постановлением ВЦИК от 17 января 1934 года район включен в состав Челябинской области.
Постановлением ВЦИК от 18 января 1935 года Глядянский, Межборский, Раскатихинский и Чернавский сельсоветы перечислены во вновь образованный Глядянский район.
Постановлением Президиума Верховного Совета РСФСР от 27 декабря 1939 года Черноборский сельсовет перечислен из Звериноголовского района.
Указом Президиума Верховного Совета СССР от 6 февраля 1943 года район включён в состав Курганской области.
Указом Президиума Верховного Совета РСФСР от 24 января 1944 года Белоноговский, Долговский, Жуковский, Косулинский, Костылевский, Кузьминовский, Масловский, Пепелинский, Рыбновский, Чернобоский и Чистовский сельсоветы перечислены во вновь образованный Косулинский район.
Указом Президиума Верховного Совета РСФСР от 16 марта 1944 года посёлок Куртамыш отнесён к категории рабочих посёлков.
Постановлением Секретариата Президиума Верховного Совета РСФСР от 27 ноября 1947 года исключён Куртамышский   сельсовет.
Указом Президиума Верховного Совета РСФСР от 14 июня 1954 года упразднены Колесовский, Кондаковский, Курмышевский, Лебяжьевский Норилинский, Растотуровский, Сосновский, Степновский и Язевский сельсоветы; образован Песьянский сельсовет.
Указом Президиума Верховного Совета РСФСР от 8 мая 1956 года Белоноговский, Долговский, Жуковский, Косулинский, Костылевский, Кузьминовский, Масловский, Рыбновский, Чернобоский и Чистовский сельсоветы перечислены из упразднённого Косулинского района.
Указом Президиума Верховного Совета РСФСР от 5 июля 1956 года р.п. Куртамыш преобразован в город районного подчинения.
Решением Курганского облисполкома от 11 октября 1956 года Плоское из Нижнеского сельсовета, Хмелевка и Галкино из Хмелевского сельсовета переданы в административное подчинение Куртамышского горисполкомаа и включены в черту города; упразднены Кузьминовский, Ольховский, Таволжанский и Хмелевский сельсоветы.
Решением Курганского облисполкома от 28 февраля 1959 года Рыбновский и Чистовский сельсоветы перечислены в Альменевский район.
Решением Курганского облисполкома от 14 мая 1959 года упразднены Белоноговский, Закомалдинский, Камышевский, Камышевский, Ключевской, Переваловский, Черноборский и Ярковский сельсоветы; образован Растотурский сельсовет, Гагаринский сельсовет переименован в Норилинский сельсовет.
В 1962 году Березовский, Бугровский, Верхнеалабугский, Доновский, Каминский, Озернинский и Прорывинский сельсоветы перечислены из Звериноголовского района.
Решением Курганского облисполкома от 18 января 1963 года упразднены Бугровский и Озернинский сельсоветы; образованы Большеберезовский и Лебедевский сельсоветы; переименованы Березовский сельсовет — в Советский сельсовет, Доновский сельсовет — в Камаганский сельсовет.

### 1963—1965 годы
Указом Президиума Верховного Совета РСФСР от 1 февраля 1963 года образован укрупнённый Куртамышский сельский район с центром в г. Куртамыше. В его состав вошли Большеберезовский, Гороховский, Долговский, Жуковский, Закоуловский, Камаганский, Каминский, Кипельский, Кислянский, Костылевский, Косулинский, Лебедевский, Малобеловодский, Масловский, Нижневский, Норилинский, Обанинский, Песьянский, Петровский, Прорывинский, Растотурский, Скоблинский, Советский, Таловский сельсоветы, Юргамышский поссовет и Куртамышский горсовет.
Указом Президиума Верховного Совета РСФСР от 3 марта 1964 Рыбновский и Чистовский сельсоветы перечислены из Целинного сельского района. Гороховский, Кипельский, Кислянский, Малобеловодский, Петровский, Скоблинский, Таловский сельсоветы и Юргамышский поссовет перечислены во вновь образованный Мишкинский сельский район.
Решением Курганского облисполкома от 27 апреля 1964 года упразднён Лебедевский сельсовет.
Решением Курганского облисполкома от 29 июня 1964 года Растотурский сельсовет переименован в Пушкинский сельсовет.

### С 1965 года
Указом Президиума Верховного Совета РСФСР от 12 января 1965 года Куртамышский сельский район преобразован в Куртамышский район; в состав вновь образованного Альменевкого района перечислены Рыбновский и Чистовский сельсоветы.
Указом Президиума Верховного Совета РСФСР от 3 ноября 1965 года Норилинский сельсовет перечислен в Юргамышский район.
Решением Курганского облисполкома от 10 января 1967 года образован Трудовский сельсовет
Решением Курганского облисполкома от 22 декабря 1972 года образованы Бугровский и Озернинский сельсоветы.
Решением Курганского облисполкома от 19 декабря 1973 года образован Белоноговский сельсовет.
Решением Курганского облисполкома от 12 ноября 1986 года образованы Верхневский, Камышевский и Пепелинский сельсоветы.
Решением Курганского облисполкома от 9 октября 1991 года образован Закомалдинский сельсовет.
Решением Малого Совета Курганского областного Совета народных депутатов от 16 марта 1993 года образован Угловский сельсовет.
Решением Малого Совета Курганского областного Совета народных депутатов от 31 марта 1993 года Прорывинский сельсовет перечислен в Звериноголовский район.
Законами Курганской области от 25 октября 2017 года упразднены Масловский и Угловский сельсоветы.
Законами Курганской области от 30 мая 2018 года упразднены Большеберёзовский и Каминский сельсоветы.
Законом Курганской области от 12 мая 2021 года № 48 в районе упразднены все сельсоветы, муниципальный район и входившие в его состав сельские поселения были преобразованы путём их объединения к 22 мая 2021 года в муниципальный округ.

## Население
| 1926    | 1939    | 1959    | 1970    | 1979    | 1989    | 2002    |
| ------- | ------- | ------- | ------- | ------- | ------- | ------- |
| 30 289  | ↗44 313 | ↘38 260 | ↗53 839 | ↘48 665 | ↘46 820 | ↘38 176 |
| 2009    | 2010    | 2011    | 2012    | 2013    | 2014    | 2015    |
| ↘35 875 | ↘32 155 | ↘32 090 | ↘31 594 | ↘30 929 | ↘30 369 | ↘30 090 |
| 2016    | 2017    | 2018    | 2019    | 2020    | 2021    |         |
| ↘29 754 | ↘29 328 | ↘28 965 | ↘28 515 | ↘28 350 | ↘25 015 |         |

### Урбанизация
В городских условиях (город Куртамыш) проживают  59,19 % населения района.

### Национальный состав
По результатам переписи населения 2010 года: русские — 95,2 %, казахи — 2,5 %.

## Территориальное устройство
В рамках административно-территориального устройства, до 2021 года район делился на административно-территориальные единицы: 1 город районного подчинения и 15 сельсоветов.
В рамках муниципального устройства, до 2021 года в одноимённый муниципальный район входили 16 муниципальных образований, в том числе 1 городское поселение и 15 сельских поселений.
| №         | Бывшее муниципальное образование | Административный центр | Количество населённых пунктов | Население (чел.) | Площадь (км²) |
| --------- | -------------------------------- | ---------------------- | ----------------------------- | ---------------- | ------------- |
| 1e-06     | Городское поселение:             |                        |                               |                  |               |
| 1         | город Куртамыш                   | город Куртамыш         | 1                             | ↘16 507          | 96,71         |
| 1.000002  | Сельские поселения:              |                        |                               |                  |               |
| 2         | Белоноговский сельсовет          | село Белоногово        | 2                             | ↘407             | 189,52        |
| 2.000003  | Большеберёзовский сельсовет      | село Березово          | 3                             | ↘431             | 146,76        |
| 3         | Верхневский сельсовет            | село Верхнее           | 2                             | ↗843             | 120,41        |
| 4         | Долговский сельсовет             | село Долговка          | 1                             | ↘408             | 139,92        |
| 5         | Жуковский сельсовет              | село Жуково            | 2                             | ↘303             | 162,68        |
| 6         | Закомалдинский сельсовет         | село Закомалдино       | 2                             | ↘500             | 121,68        |
| 6.000004  | Закоуловский сельсовет           | село Закоулово         | 4                             | ↘359             | 239,51        |
| 7         | Камаганский сельсовет            | село Камаган           | 5                             | ↘1394            | 256,10        |
| 7.000005  | Каминский сельсовет              | село Каминское         | 2                             | ↘363             | 210,65        |
| 8         | Камышинский сельсовет            | село Камыши            | 3                             | ↗485             | 140,72        |
| 9         | Костылевский сельсовет           | село Костылево         | 4                             | ↘659             | 236,63        |
| 10        | Косулинский сельсовет            | село Косулино          | 2                             | ↘588             | 189,81        |
| 10.000006 | Масловский сельсовет             | село Маслово           | 2                             | ↘225             | 136,65        |
| 11        | Нижнёвский сельсовет             | село Нижнее            | 6                             | ↗1731            | 292,67        |
| 12        | Обанинский сельсовет             | село Обанино           | 4                             | ↘1225            | 200,80        |
| 13        | Пепелинский сельсовет            | село Пепелино          | 1                             | ↘603             | 100,50        |
| 14        | Песьянский сельсовет             | село Песьяное          | 4                             | ↘793             | 251,10        |
| 15        | Пушкинский сельсовет             | село Пушкино           | 1                             | ↗568             | 116,12        |
| 16        | Советский сельсовет              | село Советское         | 5                             | ↘1336            | 373,50        |
| 16.000007 | Угловской сельсовет              | село Угловое           | 3                             | ↗124             | 175,16        |

Законом Курганской области от 6 июля 2004 года в рамках организации местного самоуправления в границах района был создан муниципальный район, в составе которого были выделено 21 муниципальное образование, в том числе 1 городское поселение (город) и 20 сельских поселений (сельсоветов).
Законом Курганской области от 25 октября 2017 года, в состав Советского сельсовета были включены все три населённых пункта упразднённого Угловского сельсовета.
Законом Курганской области от 25 октября 2017 года, в состав Пепелинского сельсовета были включены оба населённых пункта упразднённого Масловского сельсовета.
Законом Курганской области от 30 мая 2018 года, в состав Обанинского сельсовета были включены все населённые пункты упразднённых Закоуловского и Каминского сельсоветов.
Законом Курганской области от 30 мая 2018 года, в состав Камаганского сельсовета были включены все населённые пункты упразднённого Большеберезовского сельсовета.
Законом Курганской области от 12 мая 2021 года, муниципальный район и все входившие в его состав городское и сельские поселения были упразднены и преобразованы путём их объединения в муниципальный округ; помимо этого были упразднены и сельсоветы района как его административно-территориальные единицы.

## Населённые пункты
В Куртамышском районе (муниципальном округе) 59 населённых пунктов, в том числе один город и 58 сельских населённых пунктов.
| №  | Населённый пункт | Тип     | Население | Бывшее муниципальное образование |
| -- | ---------------- | ------- | --------- | -------------------------------- |
| 1  | Белое            | деревня | ↘30       | Каминский сельсовет              |
| 2  | Белоногово       | село    | ↘443      | Белоноговский сельсовет          |
| 3  | Березово         | село    | ↘289      | Камаганский сельсовет            |
| 4  | Борок            | деревня | ↘70       | Советский сельсовет              |
| 5  | Верхнее          | село    | ↘710      | Верхневский сельсовет            |
| 6  | Вехти            | деревня | ↘240      | Костылевский сельсовет           |
| 7  | Грызаново        | деревня | ↘12       | Обанинский сельсовет             |
| 8  | Губанова         | деревня | ↘15       | Нижнёвский сельсовет             |
| 9  | Добровольное     | деревня | ↘112      | Советский сельсовет              |
| 10 | Долговка         | село    | ↘408      | Долговский сельсовет             |
| 11 | Донки            | деревня | ↘8        | Камаганский сельсовет            |
| 12 | Жуково           | село    | ↘337      | Жуковский сельсовет              |
| 13 | Закомалдино      | село    | ↘487      | Закомалдинский сельсовет         |
| 14 | Закоулово        | село    | ↘305      | Обанинский сельсовет             |
| 15 | Камаган          | село    | ↘831      | Камаганский сельсовет            |
| 16 | Каминское        | село    | ↘482      | Каминский сельсовет              |
| 17 | Камыши           | село    | ↘425      | Камышинский сельсовет            |
| 18 | Кислое           | деревня | ↘92       | Обанинский сельсовет             |
| 19 | Клоктухино       | деревня | ↘180      | Костылевский сельсовет           |
| 20 | Ключики          | деревня | ↘177      | Песьянский сельсовет             |
| 21 | Коминтерн        | деревня | ↘103      | Советский сельсовет              |
| 22 | Коновалова       | деревня | ↘356      | Нижнёвский сельсовет             |
| 23 | Костылево        | село    | ↘354      | Костылевский сельсовет           |
| 24 | Косулино         | село    | ↘685      | Косулинский сельсовет            |
| 25 | Кочарино         | деревня | ↘37       | Нижнёвский сельсовет             |
| 26 | Красная Звезда   | деревня | ↘68       | Советский сельсовет              |
| 27 | Кузьминовка      | деревня | ↘49       | Косулинский сельсовет            |
| 28 | Курмыши          | деревня | ↘88       | Обанинский сельсовет             |
| 29 | Куртамыш         | город   | ↘14 806   | город Куртамыш                   |
| 30 | Лебяжье          | деревня | ↘99       | Песьянский сельсовет             |
| 31 | Малетино         | деревня | ↘238      | Нижнёвский сельсовет             |
| 32 | Маслово          | село    | ↘284      | Пепелинский сельсовет            |
| 33 | Нижнее           | село    | ↘1018     | Нижнёвский сельсовет             |
| 34 | Новая Калиновка  | деревня | ↘170      | Камаганский сельсовет            |
| 35 | Новоникольская   | деревня | ↘7        | Советский сельсовет              |
| 36 | Обанино          | село    | ↘490      | Обанинский сельсовет             |
| 37 | Острова          | деревня | ↘178      | Камаганский сельсовет            |
| 38 | Пепелино         | село    | ↘603      | Пепелинский сельсовет            |
| 39 | Перевалово       | деревня | ↘263      | Нижнёвский сельсовет             |
| 40 | Песьяное         | село    | ↘723      | Песьянский сельсовет             |
| 41 | Приречная        | деревня | ↘39       | Обанинский сельсовет             |
| 42 | Птичье           | деревня | ↘88       | Камаганский сельсовет            |
| 43 | Путиловка        | деревня | ↘46       | Камаганский сельсовет            |
| 44 | Пушкино          | село    | ↗568      | Пушкинский сельсовет             |
| 45 | Рясово           | деревня | ↘6        | Советский сельсовет              |
| 46 | Советское        | село    | ↘1096     | Советский сельсовет              |
| 47 | Сорокино         | деревня | ↘111      | Жуковский сельсовет              |
| 48 | Сосновка         | деревня | ↘93       | Камышинский сельсовет            |
| 49 | Степное          | деревня | ↘123      | Песьянский сельсовет             |
| 50 | Стрижово         | деревня | ↘121      | Закомалдинский сельсовет         |
| 51 | Сычево           | деревня | ↘188      | Верхневский сельсовет            |
| 52 | Таволжанка       | деревня | ↘69       | Пепелинский сельсовет            |
| 53 | Толстоверетено   | деревня | ↘43       | Камышинский сельсовет            |
| 54 | Угловое          | село    | ↘96       | Советский сельсовет              |
| 55 | Узково           | деревня | ↘61       | Белоноговский сельсовет          |
| 56 | Черноборье       | деревня | ↘193      | Костылевский сельсовет           |
| 57 | Чесноковка       | деревня | ↘199      | Камаганский сельсовет            |
| 58 | Язево            | деревня | ↘102      | Обанинский сельсовет             |
| 59 | Ярки             | деревня | ↘123      | Обанинский сельсовет             |

## Экономика
Основу экономики района составляет сельскохозяйственное производство. Самые значительные по объёмам производимой сельхозпродукции предприятия района — ООО «Заготсервис» (ведущее предприятие области по первичной обработке мяса) и ООО «Знамя». Промышленность района представлена предприятиями ЗАО «Кормовик», выпускающее комбикорма, и ОАО «Виола», специализированное на пошиве швейных изделий.

## Пресса
20 марта 1920 года вышел первый номер газеты Куртамышского райкома РКП(б) и райкома КСМ «Голос крестьянина и рабочего» тиражом 1000 экземпляров. Вышло всего 7 номеров, последний 1 мая 1920 года, закрыта по постановлению губкома РКП(б).
29 марта 1930 года вышел первый номер газеты «Путь колхоза». С 18 ноября 1957 года называлась «Ленинская правда». 1 мая 1962 года «Ленинская правда» разделилась на две газеты: «За изобилие» и «Ленинский путь». С 1991 года газета «За изобилие» носит название «Куртамышская нива».
В 1996—2003 годах издавалась газета «Куртамышский вестник».
С 23 февраля 2001 года по 27 февраля 2014 года издавалась частная газета «Провинциальное зеркало».

## Известные жители
- Герои Советского Союза, родившийся на этой территории: Г. А. Борисов (1911—1996), Т. А. Бояринцев (1910—1943), И. Н. Васильев (1923—2000), Г. Н. Зубов (1910—1944), И. Н. Лоскутников (1920—1990)
- Герои Социалистического Труда, родившиеся на этой территории: А. Ф. Ананьев (1926—2011), Е. Р. Минеева (1922—1998)

### Руководители органов исполнительной власти

#### Председатель исполнительного комитета Куртамышского районного Совета рабочих, крестьянских и красноармейских депутатов
- март 1924 — 7 мая 1924 — Лопаткин Алексей Иванович[31]
- июль 1924 — декабрь 1927 — Беляшов М. Я.
- декабрь 1927 — декабрь 1928 — Серков М. А.
- октябрь 1931 — Жуков
- 1932 — 1933 — Шашмурин
- 1933 — февраль 1934 — Талашов А. О.
- февраль — октябрь 1934 — Галигузов Г. П.
- октябрь 1934 — апрель 1935 — Радюк М. З.
- апрель 1935 — 1936 — Широков Е. С.

#### Председатель исполнительного комитета Куртамышского районного Совета депутатов трудящихся
- 1936 — декабрь 1943 — Широков Е. С.
- декабря 1943 — 26 октября 1946 —  Руголь А. И.
- 17 декабря 1946 — август 1947 — Тимофеев Ф. П.
- 23 сентября 1947 — 10 января 1953 — Стырников А. Н.
- март 1953 — март 1971 — Куликовских Г. М.
- март 1971 — 1977 — Костерин Г. В.

#### Председатель исполнительного комитета Куртамышского районного Совета народных депутатов
- 1978 — май 1986 — Костерин Г. В.
- 21 мая 1986 — 11 марта 1990 — Глебов Б. А.
- 11 марта 1990 — декабрь 1991 — Архипов В. Ф.

#### Глава Администрации Куртамышского района
- 11 декабря 1991 — 8 октября 1995 — Архипов В. Ф.
- 9 октября 1995 — 24 ноября 1996 — Обанин Валерий Иосифович
- 29 ноября 1996 — 9 декабря 2004 — Суханов Валентин Александрович

#### Глава Куртамышского района
- 20 декабря 2004 — 22 октября 2009 — Сытник Николай Петрович
- 22 октября 2009 — 22 сентября 2014 — Суханов Валентин Александрович
- 23 сентября 2015 — 29 ноября 2019 — Куликовских Сергей Григорьевич
- 29 ноября 2019 — 7 апреля 2022 — Гвоздев Андрей Николаевич; с 14 октября 2021 — руководитель ликвидационной комиссии; юридическое лицо Администрация Куртамышского района (ИНН 4511001298) ликвидировано 7 апреля 2022 года.

#### Глава Куртамышского муниципального округа Курганской области
1 декабря 2021 года зарегистрирована Администрация Куртамышского муниципального округа Курганской области (ИНН 4524097580) 
- с 1 декабря 2021 — Гвоздев Андрей Николаевич

### Руководители органов законодательной власти

#### Председатель Представительного собрания Куртамышского района
Представительное собрание Куртамышского района было сформировано в 1996 году в соответствии с Законом Курганской области от 05 февраля 1996 года № 37 «О местном самоуправлении в Курганской области» и Законом Курганской области от 22 июля 1996 года № 67 «О выборах депутатов представительных органов местного самоуправления Курганской области». В соответствии с Уставом района были избраны 25 депутатов. 
- I созыв (выборы 24 ноября 1996 — 2000) — Суханов Валентин Александрович

В соответствии с Уставом района были избраны 15 депутатов. 
- II созыв (выборы 26 ноября 2000 — 2004) — Кунцевич Михаил Александрович

#### Председатель Куртамышской районной Думы
В соответствии с Уставом района были избраны 17 депутатов. 
- III созыв (выборы 28 ноября 2004 — 2010) — Рыжков Александр Николаевич

В соответствии с Уставом района были избраны 15 депутатов.
- IV созыв (выборы 14 марта 2010 — 2015) — Обласов Александр Деонисьевич
- V созыв (выборы 13 сентября 2015 — 2020) — Менщикова Татьяна Николаевна
- VI созыв (выборы 13 сентября 2020 — 2022) — Кучин Николай Григорьевич; с 13 октября 2021 года — председатель ликвидационной комиссии, юридическое лицо Куртамышская районная Дума (ИНН 4511008818) ликвидировано 7 апреля 2022 года.

#### Председатель Думы Куртамышского муниципального округа
6 октября 2021 года зарегистрирована Дума Куртамышского муниципального округа Курганской области (ИНН 4524097491). Избраны 15 депутатов.
- I созыв (выборы 19 сентября 2021 — 2026) — Кучин Николай Григорьевич